# 庫恩卡縣

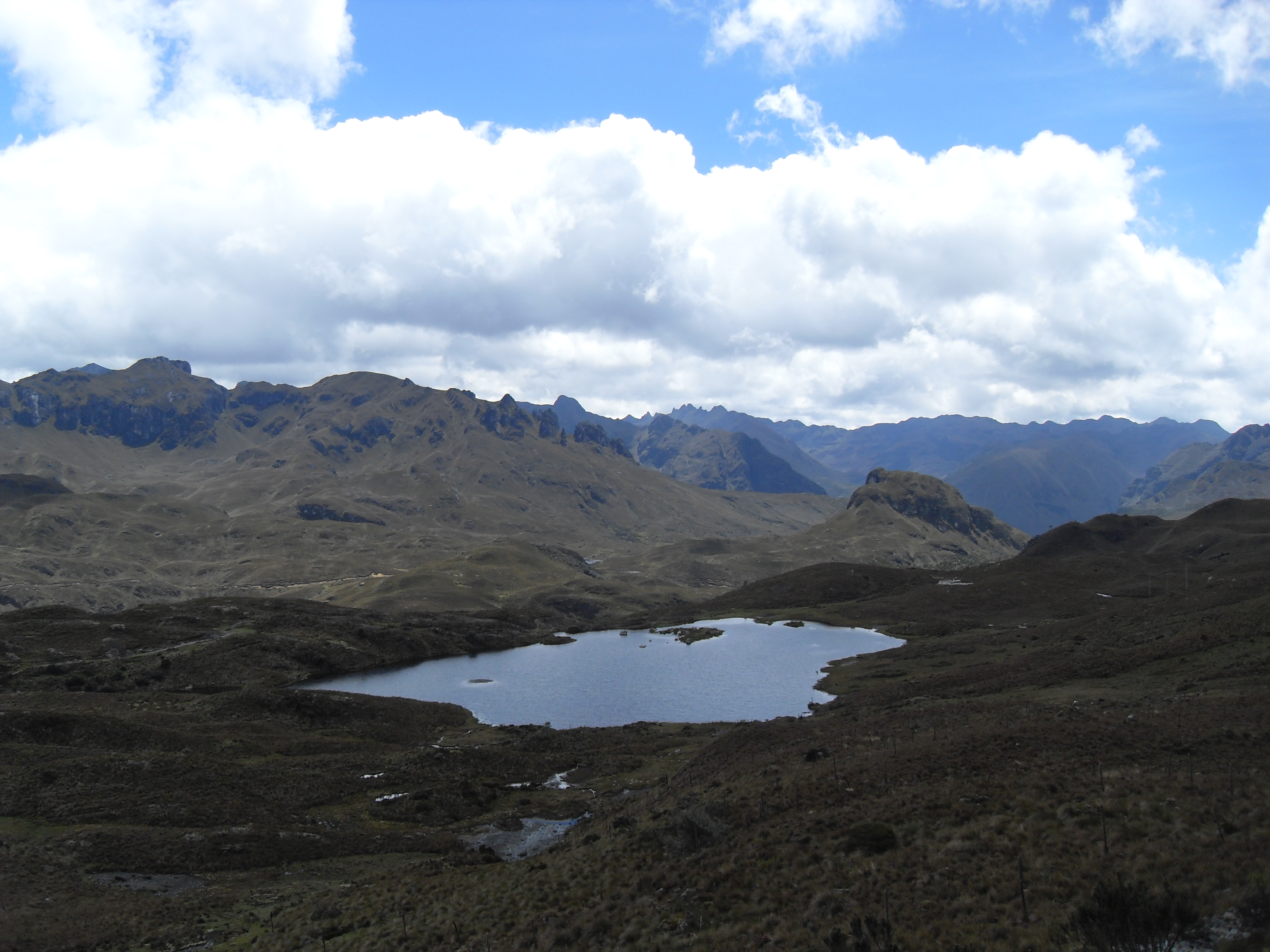

2°54′S 78°59′W / 2.900°S 78.983°W
庫恩卡縣（西班牙語：Cantón Cuenca），是厄瓜多爾的縣份，位於該國南部，由阿蘇艾省負責管轄，始建於1557年4月12日，面積3,190.54平方公里，2010年人口505,585，人口密度每平方公里160人。